# Kharod
Kharod là một thị xã và là một nagar panchayat của quận Janjgir-Champa thuộc bang Chhattisgarh, Ấn Độ.

## Địa lý
Kharod có vị trí 21°45′B 82°34′Đ / 21,75°B 82,57°Đ Nó có độ cao trung bình là 240 mét (787 feet).

## Nhân khẩu
Theo điều tra dân số năm 2001 của Ấn Độ, Kharod có dân số 8606 người. Phái nam chiếm 50% tổng số dân và phái nữ chiếm 50%. Kharod có tỷ lệ 60% biết đọc biết viết, cao hơn tỷ lệ trung bình toàn quốc là 59,5%: tỷ lệ cho phái nam là 74%, và tỷ lệ cho phái nữ là 46%. Tại Kharod, 17% dân số nhỏ hơn 6 tuổi.